# Khaled Mohammed Bekhit
Khaled Mohammed Bekhit (in arabo خالد محمد بخيت‎?; 15 novembre 1961) è un ex cestista egiziano.

## Carriera
Con l'Egitto ha disputato i Giochi olimpici di Los Angeles 1984.